# Metavariscit
Metavariscit ist ein selten vorkommendes Mineral aus der Mineralklasse der „Phosphate, Arsenate und Vanadate“ mit der chemischen Zusammensetzung Al[PO4]·2H2O und damit ein wasserhaltiges Aluminiumorthophosphat.
Metavariscit kristallisiert im monoklinen Kristallsystem und entwickelt taflige bis isometrische sowie durch Zwillingsbildung auch pseudo-orthorhombische Kristalle. In reiner Form ist Metavariscit farblos und durchsichtig mit einem glasähnlichen Glanz auf den Oberflächen. 
Durch vielfache Lichtbrechung aufgrund von Gitterfehlern oder polykristalliner Ausbildung kann er aber auch durchscheinend weiß sein und durch Fremdbeimengungen eine blassrüne Farbe annehmen. Ein schwacher Pleochroismus lässt die Kristalle in X-Richtung farblos erscheinen. Auch im Dünnschliff unter dem Durchlichtmikroskop ist das Mineral farblos.
Mit einer Mohshärte von 3,5 zählt Metavariscit zu den mittelharten Mineralen.

## Etymologie und Geschichte
Metavariscit wurde zuerst als Variscit beschrieben. Erst 1925 wurde von Waltemar T. Schaller und Esper S. Larsen entdeckt, dass die Lichtbrechungswerte leicht abweichen. In der Folge beschrieben sie Metavariscit nach einer Probe aus Utah, USA. Zunächst kamen sie auf eine ebenfalls orthorhombische Struktur. Erst 1966 entdeckte Par J. Borensztajn bei einer umfangreicheren Untersuchung der Metavariscit-Gruppe und der Variscit-Gruppe, dass die Metavariscitgruppe, und damit auch der Metavariscit, monoklin kristallisiert.
Metavariscit war bereits lange vor der Gründung der International Mineralogical Association (IMA) bekannt und als eigenständige Mineralart anerkannt. Damit hätte Metavariscit theoretisch den Status eines grandfathered Mineral. In der 1967 erfolgten Publikation der IMA: Commission on new minerals and mineral names wurde für das Mineral allerdings offiziell der Name Metavariscit festgelegt und die Namen Klinovariscit bzw. englisch Clinovariscite diskreditiert. Da dies automatisch eine nachträgliche Ankerkennung für den Metavariscit bedeutete, wird das Mineral seitdem in der „Liste der Minerale und Mineralnamen“ der IMA unter der Summenanerkennung „IMA 1967 s.p.“ (special procedure) geführt.

## Klassifikation
Bereits in der veralteten 8. Auflage der Mineralsystematik nach Strunz gehörte der Metavariscit zur Mineralklasse der „Phosphate, Arsenate und Vanadate“ und dort zur Abteilung „Wasserhaltige Phosphate, Arsenate und Vanadate ohne fremde Anionen“, wo er gemeinsam mit Kolbeckit und Phosphosiderit in der „Klinovariscit-Reihe“ mit der Systemnummer VII/C.05a steht.
Im zuletzt 2018 überarbeiteten „Lapis-Mineralienverzeichnis“, das sich im Aufbau noch nach der alten Form der Systematik von Karl Hugo Strunz richtet, erhielt das Mineral die System- und Mineralnummer VII/C.09-010. In der „Lapis-Systematik“ entspricht dies ebenfalls der Abteilung „Wasserhaltige Phosphate, ohne fremde Anionen“, wo Metavariscit zusammen mit Kolbeckit, Koninckit, Malhmoodit, Mansfieldit, Paraskorodit, Phosphosiderit, Skorodit, Strengit, Variscit und Yanomamit die „Variscitgruppe“ mit der Systemnummer VII/C.09 bildet.
Auch die von der International Mineralogical Association (IMA) zuletzt 2009 aktualisierte 9. Auflage der Strunz’schen Mineralsystematik ordnet den Metavariscit in die Abteilung „Phosphate usw. ohne zusätzliche Anionen; mit H2O“ ein. Diese ist allerdings weiter unterteilt nach der relativen Größe der beteiligten Kationen und dem Stoffmengenverhältnis vom Phosphat-, Arsenat- beziehungsweise Vanadatkomplex (RO4) zum Kristallwassergehalt (H2O), so dass das Mineral entsprechend seiner Zusammensetzung in der Unterabteilung „Mit ausschließlich mittelgroßen Kationen; RO4 : H2O = 1 : 2“ zu finden ist, wo es zusammen mit Kolbeckit und Phosphosiderit die „Metavariscitgruppe“ mit der Systemnummer 8.CD.05 bildet.
In der vorwiegend im englischen Sprachraum gebräuchlichen Systematik der Minerale nach Dana hat Metavariscit die System- und Mineralnummer 40.04.03.01. Das entspricht der Klasse der „Phosphate, Arsenate und Vanadate“ und dort der Abteilung „Wasserhaltige Phosphate etc.“. Hier findet er sich innerhalb der Unterabteilung „Wasserhaltige Phosphate etc., mit A3+XO4 × x(H2O)“ in der „Metavariscitgruppe“, in der auch Phosphosiderit und Kolbeckit eingeordnet sind.

## Kristallstruktur
Metavariscit kristallisiert isotyp zu Phosphosiderit (auch Metastrengit) in der monoklinen Raumgruppe P21/n (Raumgruppen-Nr. 14, Stellung 2) mit den Gitterparametern a = 5,18 Å, b = 9,51 Å, c = 8,45 Å und ß = 90,3° sowie vier Formeleinheiten pro Elementarzelle.
Die [PO4]3−-Einheiten, also die Phosphatgruppen bilden tetraedrische Einheiten. Alle Sauerstoffatome sind auch an Aluminiumatome gebunden, welche also vierfach koordiniert sind. In der Theorie wäre jetzt sowohl der Phosphor als auch der Aluminium in der Oxidationsstufe +4, real ist der Phosphor in der Oxidationsstufe +5, während der Aluminium in der Oxidationsstufe +3 ist.

## Modifikationen und Varietäten
Es existiert auch eine wasserfreie Form von Metavariscit als Mineral, sie wird Berlinit genannt. Zudem ist Metavariscit dimorph, es existiert Variscit als eine orthorhombische Form.
Metavariscit ist das Aluminiumanalogon zu Phosphosiderit, einem Eisen(III)-phosphat mit ebenfalls zwei Kristallwasseratomen.

## Bildung und Fundorte
Metavariscit tritt als Sekundärmineral zu Triphylin in Pegmatitgesteinen auf. Es ist vergemeinschaftet mit Triphylin, Barbosalith, Leukophosphit, Laueit, Hureaulith, Strengit und Türkis.
Von Metavariscit sind rund 20 Fundorte bekannt.
In Deutschland sind zwei Fundorte bekannt. Der erste befindet sich in Niedersachsen im Harz, genauer gesagt in Clausthal-Zellerfeld in Oberschulenberg. Der andere ist in Thüringen in der Nähe von Gera, in Ronneburg.
In Österreich ist ein Fundort entdeckt worden. Er befindet sich Niederösterreich in Trandorf, Waldviertel.
Weitere Vorkommen in Europa finden sich in den spanischen Regionen Katalonien und Navarra, in der polnischen Woiwodschaft Heiligkreuz und in der tschechischen Region Böhmen.
Weitere Fundorte finden sich in Australien, Bolivien, Kolumbien, Südafrika und den US-Bundesstaaten Arkansas, Idaho, Nevada, Utah (wo die Typlokalität ist) und Wisconsin.